# Bọ nước

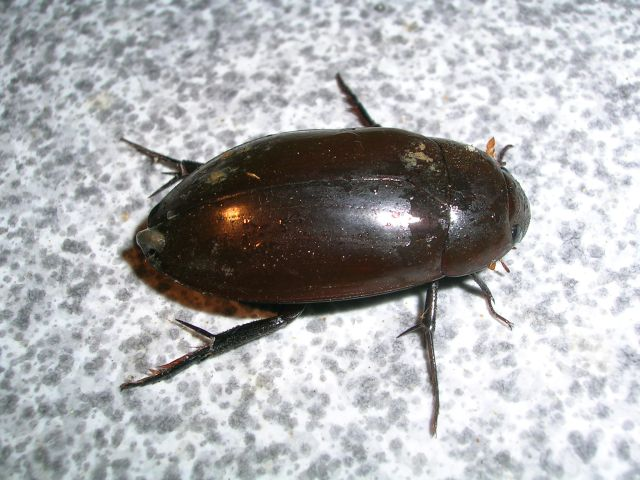
Bọ nước ra khỏi nước

Bọ nước là tên gọi để chỉ các loài bọ cánh cứng sống thích nghi trong môi trường nước. Chúng nổi lên mặt nước để lấy oxy. Có khoảng 2000 loài bọ nước. Các loài sống ở biển còn lại có khuynh hướng sống trong vùng gian triều. Bọ nước có màu đen, nâu hoặc lục và dài từ 0.08 đến 1.57  inch.
Hầu hết các họ bọ nước có ấu trùng cũng sống trong nước; một số có ấu trùng sống trong nước nhưng khi trưởng thành sống trên cạn.

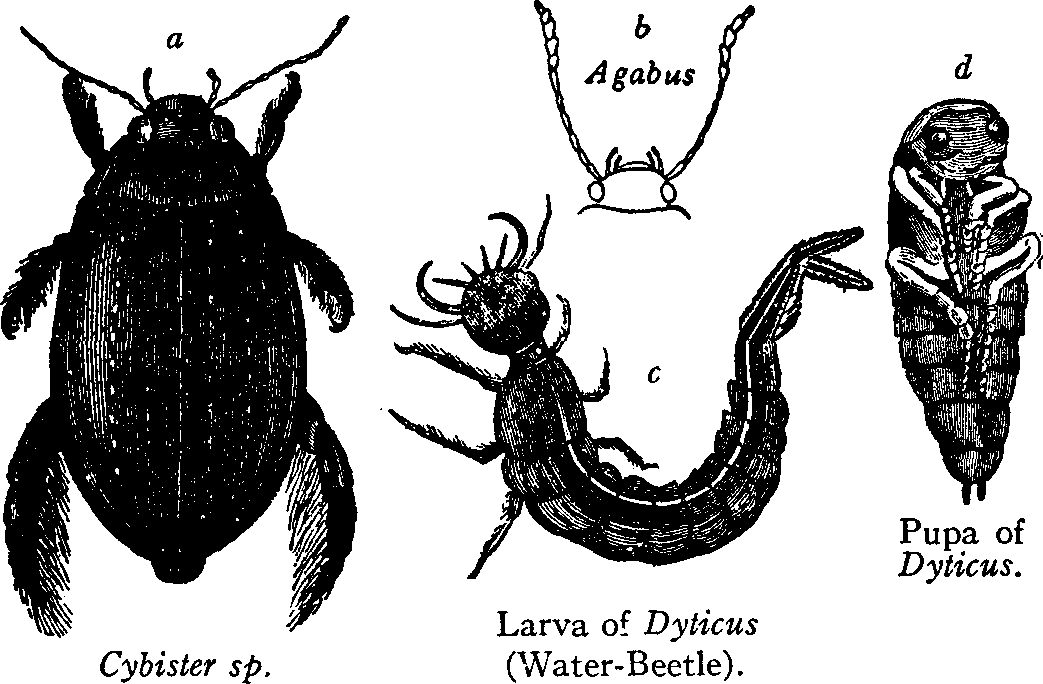
Họ Bọ nước (Dyticidae). a, Cybister; b, đầu của bọ cánh cứng head of beetle with feelers and gunts (Agabus); c, larva (Larva of Dyticus, Water Beetle); d, pupa (Pupa of Dyticus).

Các loài sống dưới nước ở tất cả các giai đoạn trong vòng đời của nó bao gồm Gyrinidae, Haliplidae, Noteridae, Amphizoidae, Dytiscidae và Hydroscaphidae
Bọ nước thuộc bộ Cánh cứng. Bọ nước thực sự được xếp thành họ Dytiscidae. Các loài mà con trưởng thành không cần môi trường nước bao gồm Hydrophilidae, Lutrochidae, Dryopidae, Elmidae, Eulichadidae, Heteroceridae, Limnichidae, Psephenidae, Ptilodactylidae và Sphaeriusidae.